# Movimiento de Liberación 19 de julio
El Movimiento de Liberación 19 de Julio (ML-19) es un movimiento político peruano de ideología marxista-leninista-mariateguista. Su nombre deriva del paro del 19 de julio de 1977 contra el gobierno de Francisco Morales Bermúdez. Autodenominados como "destacamento de vanguardia del proletariado peruano", han sido parte de la Coordinadora Continental Bolivariana-Capítulo Perú (CCB-CP).

## Historia
Formado en base al marxismo-leninismo y las ideas de José Carlos Mariátegui, el ML-19 intentó participar en las elecciones del 2006 con el partido Avanza País.  En el año 2008, el ML-19 inició una campaña de firmas para cerrar la Base Naval del Callao, al que calificaron de "campo de concentración", "para beneficio [no solo de Víctor] Polay, sino de todos los presos allí retenidos". En aquel año, participaron en una conferencia con Integración Estudiantil sobre las experiencias revolucionarias rusa y china.
En el año 2009, sin adherirse al Pensamiento Gonzalo, criticaron las críticas de la prensa al libro De puño y letra de Abimael Guzmán. En aquel mismo año, estuvieron involucrados en un caso de agresión, junto a miembros de Integración Estudiantil, contra un anarquista.
En las elecciones generales del 2011, miembros del ML-19 como Dante Castro postularon a congresistas como invitados en el partido Despertar Nacional. También intentaron impulsar la candidatura de Alberto Pizango, líder durante el denominado Baguazo. En aquel mismo año 2011, organizaron la "Marcha Conga no va" en Miraflores junto a Patria Roja, Integración Estudiantil, entre otras organizaciones.
En el año 2013, participaron en protestas junto a Integración Estudiantil. Tras el atentado en Caracas contra Nicolás Maduro el 4 de agosto de 2018, el ML-19 expresó su apoyo a Maduro.
En las elecciones generales del 2021, participaron junto a Juntos por el Perú. En la segunda vuelta, apoyaron la candidatura de Pedro Castillo y expresaron "su voluntad unitaria con el partido Perú Libre (PL) para la acción transformadora que necesita nuestra Patria".
En el año 2022, el ML-19 junto al FENATEP, el FREDEPA, el MOVADEF, el Frente de Organizaciones Populares de Puno, entre otras, acordaron "tomar las calles" de Lima para respaldar la gestión de Castillo. Durante la convulsión social, tras el intento de autogolpe de Pedro Castillo, fueron parte de las marchas como agitadores.